# Estadio Villa Alegre
Das Estadio Villa Alegre ist ein Fußballstadion im Stadtteil Chaipé der paraguayischen Stadt Encarnación, Hauptstadt des Departamento Itapúa, im Süden des Landes an der Grenze zu Argentinien. Das Stadion mit 16.000 Plätzen unter freiem Himmel wird für Spiele der lokalen Liga Encarnacena de Fútbol genutzt. Es ist aber auch für höherklassige Partien bis hin zu Länderspielen ausgestattet. Trotz eines ovalen Grundrisses verfügt die Sportstätte nicht über eine Leichtathletikanlage.

## Geschichte
Das alte Estadio Villa Alegre wurde in den 1960er Jahren erbaut und verfügte über 5000 Plätze. Neben einer Längstribüne im Westen gab es eine Kurve im Süden. Es war, neben dem Estadio Río Parapití in Pedro Juan Caballero und dem Estadio Defensores del Chaco in der Hauptstadt Asunción, Spielort der U-17-Fußball-Südamerikameisterschaft 1997. Es wurden in Encarnación die Begegnungen der Gruppe A ausgetragen. Am 24. Oktober 2008 fand das letzte Fußballspiel im Stadion statt. In den 1980er Jahren begann der Bau des Staudamms Yacyretá am Río Paraná. Dies wirkte sich auch auf die Stadt Encarnación aus. Es gingen die Ufergebiete der Stadt durch die Schaffung des Stausees im Wasser unter. Es wurden finanzielle Mittel für Investitionen und die Verlagerung von Einrichtungen aus den überschwemmten Gebieten bereitgestellt. Das alte Estadio Villa Alegre lag zwar nicht direkt im Flutungsgebiet, doch man gab das Stadion auf und ein Neubau mit größerer Kapazität an anderer Stelle im Stadtteil Chaipé wurde beschlossen. Der Vertrag wurde im Dezember 2009 unterzeichnet und 2010 begannen die Abrissarbeiten. Der Vertrag zum Bau der ersten Phase wurde im August 2015 mit dem Bauunternehmen Baumann y Asociados geschlossen. Der Bau begann im Jahr 2016. Im Sommer 2017 wurde der Vertrag mit dem Auftragnehmer gelöst und das Bauunternehmen Tecnoedil S.A. Constructora mit dem weiteren Bau beauftragt. Der erste Abschnitt mit den Längstribünen und der Flutlichtanlage auf vier 63,5 m hohen Masten wurde 2019 fertiggestellt. Es folgten die Arbeiten an den Tribünenkurven, die 2021 abgeschlossen wurden. Die Errichtung kostete fast 57,5 Mrd. PYG (etwa 7,55 Mio. Euro). Die Einweihung fand am 4. November 2022 statt. Nach einer Eröffnungszeremonie mit lokalen Musikern standen sich im Endspiel der 4. Copa Paraguay der Club Nacional und Sportivo Ameliano (1:1, 3:4 i. E.) gegenüber. Noch 48 Stunden vor dem Finale wurden Arbeiten im Stadion ausgeführt, um es an die Anforderungen für größere Spiele anzupassen. Es wurden u. a. auf der Haupttribüne Kunststoffsitze montiert. Am 12. November des Jahres fand ein Spiel der Primera División zwischen dem Guaireña FC aus Villarrica und dem Club Cerro Porteño aus Asunción im Estadio Villa Alegre statt. Es ist eine dritte Bauphase mit dem Ausbau auf 30.000 Plätze geplant. Paraguay bewirbt sich gemeinsam mit Argentinien, Chile und Uruguay, zum 100. Jubiläum des Turniers, um die Fußball-Weltmeisterschaft 2030. Das Estadio Villa Alegre wäre ein möglicher Spielort. Sollte die Bewerbung erfolgreich sein, ist der Ausbau der Anlage auf 40.000 Zuschauerplätze geplant.